# Samborondón
Samborondón är en ort i Ecuador.   Den ligger i provinsen Guayas, i den västra delen av landet, 230 km sydväst om huvudstaden Quito. Samborondón ligger 9 meter över havet och antalet invånare är 24 118.
Terrängen runt Samborondón är platt. Runt Samborondón är det tätbefolkat, med 257 invånare per kvadratkilometer. Närmaste större samhälle är Yaguachi Nuevo, 15,2 km söder om Samborondón. Trakten runt Samborondón består huvudsakligen av våtmarker.